# Ottokar Weise
Pour les articles homonymes, voir Weise.
Ottokar Weise est un marin allemand.
Il est sacré champion olympique de voile en classe 1-2 tonneaux  aux Jeux olympiques d'été de 1900 de Paris. Il y obtient également la médaille d'argent toutes catégories.